# Tour Initiale
La Tour Initiale (anteriormente conocida como Tour Nobel) es un rascacielos situado en el distrito de negocios de La Défense, cerca de París. Terminado en 1966, tiene 109 m de altura. Junto con la Tour Esso, esta es una de las dos primeras torres de oficinas que se construyen en el distrito de La Défense. Fue renovado en 2003 y tomó su nombre actual.